# Oncidium abortivum
Oncidium abortivum är en orkidéart som beskrevs av Heinrich Gustav Reichenbach. Oncidium abortivum ingår i släktet Oncidium och familjen orkidéer. Inga underarter finns listade i Catalogue of Life.